# Gelbbrust-Fruchttaube
Die Gelbbrust-Fruchttaube (Ptilinopus occipitalis) ist eine Art der Taubenvögel, die zu den sogenannten Fruchttauben zählt. Sie kommt in zwei Unterarten in Südostasien vor.
Die Bestandssituation der Gelbbrust-Fruchttaube wurde 2016 in der Roten Liste gefährdeter Arten der IUCN als „Least Concern (LC)“ = „nicht gefährdet“ eingestuft.

## Erscheinungsbild

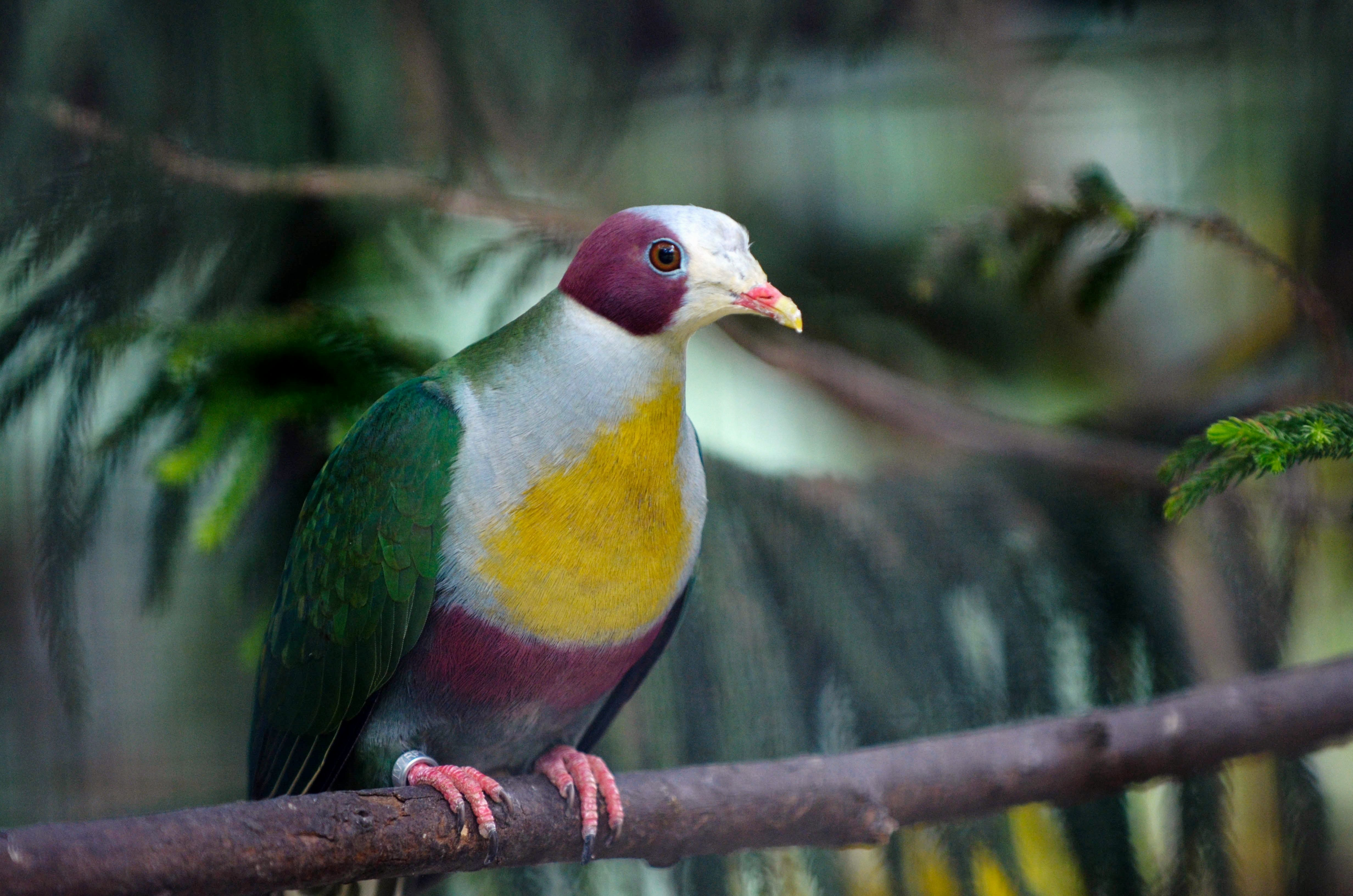
Gelbbrust-Fruchttaube im Zoo

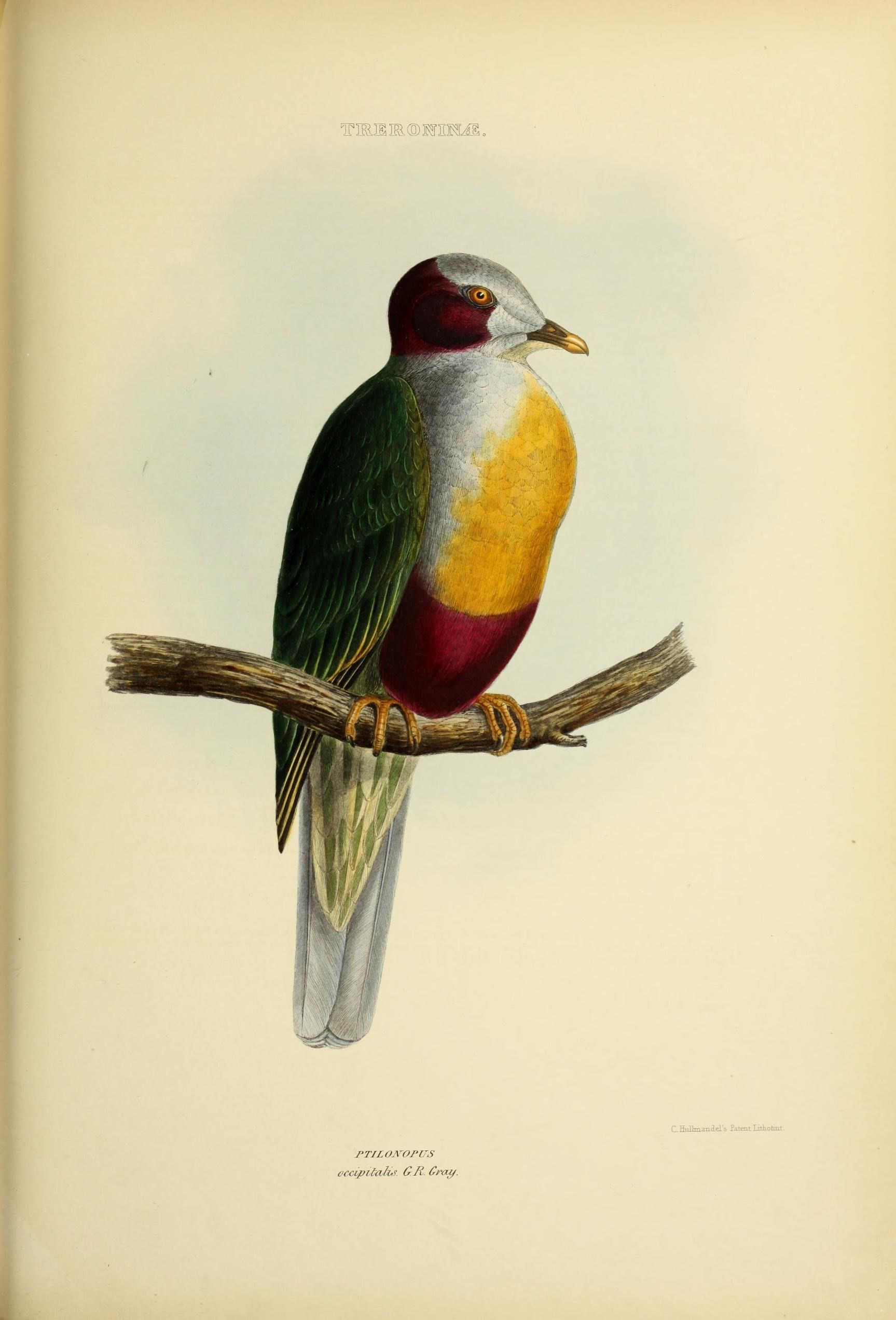
Gelbbrust-Fruchttaube, Illustration

Die Gelbbrust-Fruchttaube erreicht eine Körperlänge von 32 Zentimeter. Sie ist damit eine mittelgroße, kompakt gebaute Taube mit vergleichsweise kurzen Beinen und einem schmalen Schnabel, die etwa kleiner ist als eine Stadttaube. Auf den Schwanz entfallen zwischen 9,4 und 10,7 Zentimeter. Der Schnabel ist zwischen 1,5 und 1,7 Zentimeter lang. Der Geschlechtsdimorphismus ist so gering ausgeprägt, dass die Geschlechter kaum zu unterscheiden sind.

### Erscheinungsbild der adulten Vögel
Der Vorderkopf, der Scheitel und die Brustseiten sind hell aschgrau. Das Gefieder ist bei einzelnen Individuen mit Gelb oder Grün durchsetzt. Der Hinterkopf, der Nacken und die Wangen sind kräftig violettbraun. Der Mantel und die Flügeldecken sind dunkelgrün, wobei die Flügeldecken leicht heller sind als der Mantel. Die Handschwingen sind schwarz mit einem grünlichen Schimmer auf den Außenfahnen. Die Armschwingen sind grün mit feinen gelben Säumen an den Außenfahnen. Der Rücken, der Bürzel und die Oberschwanzdecken sind dunkelgrün, einzelne Federn haben einen bronzenen Saum. Der Schwanz ist auf der Oberseite ebenfalls grün, allerdings ist der Grünton etwas heller als der des Rückens.
Das Kinn und die Kehle sind weiß mit einem leicht gelblichen Ton. Der vordere Hals und die Brustseiten sind hell gräulich. In der Mitte der Brust befindet sich ein großer goldgelber Fleck, der am unteren Ende sich fast über die gesamte Brust ausdehnt. Scharf davon abgesetzt ist ein rotviolettes Band, das über den oberen Bauch verläuft, der hintere Bauch ist aschgrau. Die Flanken, die Schenkel und die befiederten Läufe sind grün. Die Unterschwanzdecken sind blass cremegelb. Der Schwanz ist auf der Unterseite grau mit einem blasseren grauen Endband.
Die Iris ist gelblich bis orange. Der unbefiederte Augenring ist grau. Der Schnabel ist leuchtend rot mit einer gelblich bis grüngelblichen Spitze. Die Füße sind leuchtend rot.

### Erscheinungsbild der Jungvögel
Die Jungvögel ähneln in ihrem Gefieder den adulten Tauben, ihnen fehlen allerdings noch der Rotton am Kopf und die gelben und roten Gefiederpartien auf Brust und Bauch. Die Körperunterseite ist grünlich grau mit gelben Federsäumen.

## Verbreitungsgebiet und Lebensraum
Die Gelbbrust-Fruchttaube ist ein Endemit philippinischer Inseln. Sie kommt auf Basilan, Biliran, Bohol, Camiguin Island, Catanduanes, Cebu, Dinagat, Leyte, Luzon, Mindanao, Mindoro, Marinduque, Negros, Panay, Samar und Sibuyan vor.
Auf diesen Inseln besiedelt die Gelbbrust-Fruchttaube die Tiefebenen und die Wälder der Vorgebirge. Sie kommt sowohl in Primär- als auch Sekundärwäldern bis in Höhenlagen von 1800 Metern vor.

## Lebensweise
Die Gelbbrust-Fruchttaube lebt einzelgängerisch oder paarweise. Über ihre Lebensweise ist bislang wenig bekannt. Auf Mindanao wurde ein Jungvogel im Monat Mai beobachtet und auf anderen Inseln Gelbbrust-Fruchttauben in Balzstimmung in den Monaten März und April, was darauf hindeutet, dass die Fortpflanzungszeit in die erste Jahreshälfte fällt.

## Haltung
Gelbbrust-Fruchttauben wurde 1967 erstmals nach Großbritannien importiert. Dort gelang 1970 dann auch die Erstzucht dieser Art. Die deutsche Erstzucht erfolgte 1977 im Vogelpark Walsrode. Die herangezogenen Jungvögel wurden in einem Alter von 14 Tagen flügge und begannen dann in den Ästen herumzuklettern. Sie waren zu diesem Zeitpunkt etwa halb so groß wie die adulten Vögel. Im Alter von einem halben Jahr begannen die Jungvögel in das Gefieder der adulten Vögel zu wechseln. Die Jungvögel fraßen Obst- und Insektenfutter.